# Ernesto del Río
Ernesto del Río Villagrá (Bilbao, 1958) es un director y guionista de cine español.

## Biografía
Estudió derecho en la Universidad de Deusto, pero entró muy joven en el mundo del cine: en 1974 fundó el Cineclub de Deusto y fue miembro de la junta del Festival de Documentales de Bilbao durante varios años.
Tras varios cortometrajes, en 1987 realizó su primer largometraje, El amor de ahora. Posteriormente dirigió No me compliques la vida (1991) y Hotel y domicilio (1995), ambas en colaboración con la productora Lan Zinema.

## Filmografía
- 2013: Umezurtzak
- 2011: Valeria descalza
- 1995: Hotel y domicilio
- 1991: No me compliques la vida
- 1987: El amor de ahora
- 1983: El ojo de la tormenta (corto)
- 1982: Octubre, 12 (corto)